# Verdronken Land (film)
Verdronken land is een Nederlandse film uit 1980 van Chris Brouwer en Gerard Reteig. De internationale titel van de film is Drowned Country. Chris Brouwer regisseerde zijn eerste film, normaal is hij bekender als producent, onder het duo Chris Brouwer, Haig Balian.

## Plot
In het begin van de jaren zestig werd begonnen met de bouw van een stuwdam in het woongebied van de bosnegerstam de Saramaccaners. Doel van de dam was opwekking van elektrische energie voor de bauxietverwerking door Suralco, een dochter van de Aluminium Company of America.
De bosnegers, afstammelingen van naar het oerwoud gevluchte slaven, werden op ruime schaal bij het werk aan de dam ingeschakeld. Toen het werk af was en het stuwmeer ontstond liepen 26 dorpen onder water; 5000 bosnegers moesten verhuizen. Zij waren gedwongen óf dieper het oerwoud in te trekken, óf benedenstrooms (dichter bij de stad) in geprefabriceerde Bruynzeel dorpen een nieuw bestaan op te bouwen. Werk was er niet meer, maar zij waren terdege met de westerse geldeconomie in aanraking gekomen. En dan is er geen weg terug.

## Achtergrond
De film laat zien wat deze grootschalige westerse ingreep heeft teweeggebracht. De bosnegers vertellen in hun taal op hun eigen wijze hoe zij tegen deze plotselinge en dramatische veranderingen aankijken.
Met beelden van het dagelijks leven, van zeer nabij gefilmd, wordt duidelijk hoe grootschalige -puur technologisch gedachte ontwikkeling- in de Derde Wereld kan uitpakken.
Hoe door het geïndustrialiseerde Westen bepaalde economische structuren een ontwikkelingsgang kunnen stimuleren, die een bestaande samenleving totaal kan ontwrichten en het leven in de Derde Wereld tot in de kleinste details kan bepalen.

## Prijzen en nominaties
Verdronken land won de Sesterce d'Argent op het Internationaal documentairefestival Nyon
1896-1909 · 1910-19 · 1920-29 · 1930-39 · 1940-49 · 1950-59 · 1960-69 · 1970-79 · 1980-89 · 1990-99 · 2000-09 · 2010-19
· 2020-29